# Paus Leo XII
Paus Leo XII, geboren als Annibale della Genga (Kasteel Lan Gena bij Spoleto, 22 augustus 1760 – Rome, 10 februari 1829) was paus van 1823 tot 1829.
Della Genga kwam uit een adellijke familie uit Genga, een klein stadje in de provincie Ancona. De plaats waar hij geboren is, is onzeker. De gebruikelijke mogelijkheden zijn Genga, Ancona en Spoleto. Hij ging naar school aan de Accademia della Nobili Ecclesiastici te Rome, waar hij tot priester werd gewijd in 1783. In 1792 benoemde paus Pius VI hem tot zijn persoonlijk secretaris, in 1793 werd hij titulair aartsbisschop van Tyrus, en werd hij uitgezonden naar Luzern als nuntius. In 1793 werd hij overgeplaatst naar Keulen, maar door de oorlog moest hij residentie houden in Augsburg. Tijdens de meer dan twaalf jaar die hij heeft doorgebracht in Duitsland werden hem verschillende moeilijke en eerzame missies toevertrouwd, die hem in contact brachten met de hoven van Dresden, Wenen, München en Württemberg, en zelfs met Napoleon.
Als nuntius in Parijs (1814–1816) werd hij door kardinaal-staatssecretaris Consalvi overvleugeld. Hij werd in 1816 kardinaal gecreëerd en kreeg de Santa Maria in Trastevere als titelkerk.
In het conclaaf van 1823, was hij de kandidaat van de zelanti. Hij werd verkozen op 28 september.
Met Willem I sloot hij in 1827 een concordaat, dat slechts gedeeltelijk ten uitvoer werd gebracht.
Cursief: tegenpaus